# Jerzy Kruszewski (elektronik)

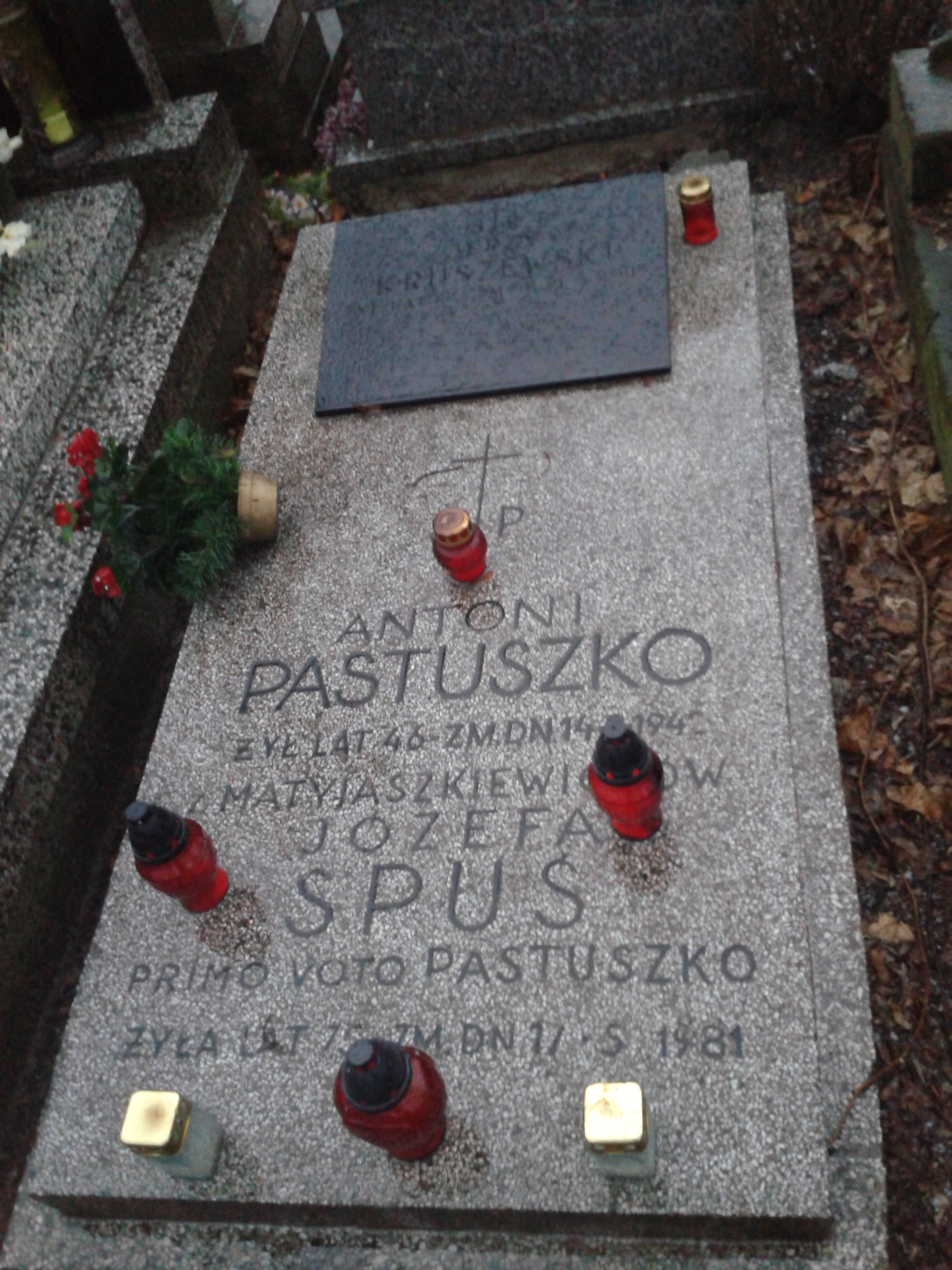
Grób Jerzego Kruszewskiego na cmentarzu Bródnowskim

Jerzy Kruszewski (ur. 31 lipca 1937 w Białymstoku, zm. 21 czerwca 2005 w Warszawie) – polski optoelektronik, doktor habilitowany nauk technicznych

## Życiorys
W 1961 ukończył studia na Wydziale Łączności Politechniki Warszawskiej, uzyskał wówczas tytuł magistra inżyniera elektroniki. Rozpoczął wówczas pracę jako nauczyciel akademicki w Instytucie Mikroelektroniki i Optoelektroniki na Wydziale Elektroniki i Technik Informacyjnych. W 1971 przedstawił pracę Elektrofomowane złącza próżnoszczelne i uzyskał stopień doktora nauk technicznych, w 1986 został profesorem nadzwyczajnym. W tym samym roku przedstawił Pracę habilitacyjną w formie monografii Metoda wymiany jonów w zastosowaniu do wytwarzania elementów biernych optoelektroniki zintegrowanej. Od 1984 przez osiem lat był sekretarzem naukowym Komitetu Elektroniki i Telekomunikacji Polskiej Akademii Nauk, w międzyczasie od 1990 przez dwa lata był również członkiem tego Komitetu. Należał do polskiej sekcji SPIE i zasiadał w Polskim Komitecie Optoelektroniki i Materials Research Socjety.

## Najważniejsze prace naukowe
- Urządzenia do badań ekranów luminescencyjnych i kineskopów (1968);
- Elektroformowane złącza próżnioszczelne (1970);
- Precyzyjny elipsometr kompensacyjny (1975);
- Metody wymiany jonowej, światłowody planarne i ścieżkowe (1980);
- Planarne układy elektrooptycznej modulacji i przełączania LiNbO3:Ti (1994),